# Декадентство

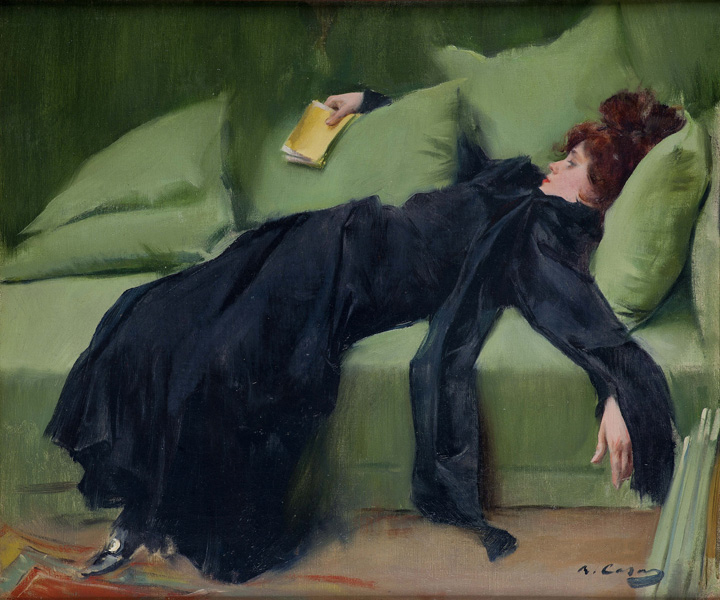
Рамон Касас. «Юная декадентка» (1899)

Декаде́нтство, также декаданс (фр. décadence — упадок) — направление в литературе, творческой мысли, самовыражении периода fin de siècle (рубеж XIX и XX веков), которое характеризуется эстетизмом, индивидуализмом и имморализмом. Иногда рассматривается как связующее звено между романтизмом XIX века и модернизмом XX века.
Подобно более раннему Движению искусств и ремёсел, родоначальники декадентства стремились освободить искусство от материалистических забот промышленной революции, раскрепостить мораль, скованную условностями викторианской эпохи. Они выступали против старых, академических форм искусства, искали новые формы выражения, более гибкие и более соответствующие усложнённому мироощущению современного человека.
Характерными чертами декадентства обычно считаются отход от общественности и отвращение к повседневной жизни (taedium vitae), что проявляется в искусстве отрывом от реальности, поэтикой искусства для искусства, эстетизмом, модой на демонизм («Там, внизу», «Скорбь Сатаны»), преобладанием формы над содержанием, стремлением к внешним эффектам, стилизации и так далее.

## Происхождение термина
Французское слово décadence обозначает упадок, культурный регресс. Изначально, в эпоху Просвещения, термин использовался для обозначения культурных явлений Римской империи эпохи её заката. То, что называют «стилем декаданса, — писал Готье, — есть не что иное, как искусство, пришедшее к такой степени крайней зрелости, которую вызывают своим косым солнцем стареющие цивилизации».
Обвинения в декадансе со времени Дезире Низара использовались для оскорбления Виктора Гюго и других французских романтиков. Теофиль Готье, Шарль Бодлер и другие наследники заветов романтизма переосмыслили это клеймо как знак почёта, как символ отрицания того, что они считали «банальностью прогресса». Бестселлером 1884 года стал роман Гюисманса «Наоборот», прозванный «манифестом декадента».
В 1885 г. сатирики Габриэль Викер и Анри Боклер опубликовали сборник пародийных стихотворений «Расслабления. Декадентские стихи Адоре Флупетта». Поль Верлен (главная мишень пародии) был отнюдь не против, когда его называли декадентом. В 1886—1889 гг. Анатоль Бажю издавал журнал «Декадент» (Le Décadent), в котором среди прочих «проклятых поэтов» публиковался и Верлен.
Поскольку враждебно настроенные критики смешивали декадентство с символизмом, Жан Мореас опубликовал в газете «Фигаро» от 18 сентября 1886 года «Манифест символизма», где перечислил основные ценности символистов и попытался провести между декадентами и символистами некую границу. Полемика о содержании термина «декадентство» продолжалась и в последующие десятилетия.

## Конец века (Fin de siecle)
В советском искусствоведении декадентство воспринималось как кризисное явление европейской культуры последней четверти XIX — начала XX веков. Произведения этой эпохи отмечены настроениями уныния, пессимизма, болезненности, безнадёжности, неприятия жизни, крайнего субъективизма (при сходных, близких к тенденциозным, эпатирующих формулах и штампах — стилистических приёмах, пластике, композиционных построениях, акцентуациях и т. д.). Во многих отношениях декадентство служит синонимом понятия fin de siècle. 

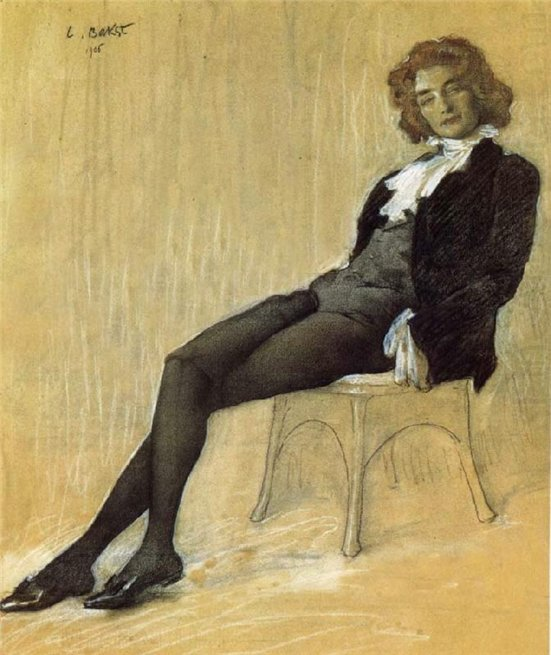
Лев Бакст. Портрет З. Гиппиус

К писателям-декадентам причисляли в Великобритании Оскара Уайльда и сотрудников «Жёлтой книги», а также популярнейшую романистку Марию Корелли, в Италии — д’Аннунцио, в Австрии — Шницлера, в Польше — С. Пшибышевского, во Франции — Гюисманса, в Бельгии — Роденбаха. Относительно слабо был представлен декадентский эстетизм в странах Нового света, в том числе в США.
К числу русских декадентов в 1890-е гг. относили символистов старшего поколения — таких, как Бальмонт, А. Добролюбов, Коневской, Ф. Сологуб, Мережковский, Зинаида Гиппиус, а также ранний Брюсов. После первой русской революции русские декаденты перестали считаться маргиналами и вместе с ростом популярности их произведений пополнили собой литературную элиту.

## Декадентство и символизм
Декадентство — явление сложное и противоречивое, которое имеет источником усталость от лицемерной викторианской морали, кризис общественного сознания, растерянность многих художников перед резкими социальными контрастами, — одиночество, бездушие и антагонизмы действительности. Отказ искусства от политической и гражданских тем художники-декаденты считали проявлением и непременным условием свободы творчества. Постоянными темами являются мотивы небытия и смерти, отрицание исторически сложившихся духовных идеалов и ценностей.
Основным вопросом обозначения границ декадентства становится разделение его с символизмом. Ответов существует довольно много, но господствующих из них два, первый говорит о различности этих течений в искусстве, большим приверженцем и изобретателем его был Ж. Мореас, второй — о невозможности их разделения или отсутствия необходимости в таковом.
К. Бальмонт в статье «Элементарные слова о символической поэзии» говорит о триединстве декаданса, символизма и импрессионизма, называя их «психологической лирикой», которая меняется «в составных частях, но всегда единая в своей сущности. На самом деле, три эти течения то идут параллельно, то расходятся, то сливаются в один поток, но, во всяком случае, они стремятся в одном направлении, и между ними нет того различия, какое существует между водами реки и водами океана». Он характеризует декадента как утончённого художника, «гибнущего в силу своей утончённости», существующего на смене двух периодов: «одного законченного, другого ещё не народившегося». Потому декаденты развенчивают все старое, отжившее, ищут новые формы, новые смыслы, но не могут их найти, так как взросли на старой почве.
Ф. Сологуб называет декадентство методом для различения символа, художественной формой для символистского содержания, «мировоззрения»: «декадентство есть наилучшее, быть может единственное, орудие сознательного символизма».
Русские символисты второй волны (младосимволисты) определяли разницу между декадансом и символизмом мировоззренчески: декадентство субъективно, а символизм преодолевает индивидуалистическую отъединённость эстетства сверхличной правдой соборности. Андрей Белый в книге «Начало века» говорит об этом так: «символисты» — это те, кто, разлагаясь в условиях старой культуры вместе со всею культурою, силятся преодолеть в себе свой упадок, его осознав, и, выходя из него, обновляются; в «декаденте» его упадок есть конечное разложение; в «символисте» декадентизм — только стадия; так что мы полагали: есть декаденты, есть «декаденты и символисты» (то есть в ком упадок борется с возрождением), есть «символисты», но не «декаденты»; и такими мы волили сделать себя.
По мнению Б. Михайловского (Литературная энциклопедия 1929—1939), «символизм» как термин шире термина «декадентство», по сути дела являющегося одной из разновидностей символизма. Термин «символизм» — искусствоведческая категория — удачно обозначает один из важнейших признаков стиля, возникающего на основе психики декадентства. Но можно различить и иные стили, возникающие на этой же почве (например, импрессионизм). И в то же время «символизм» может и освобождаться от декадентства (например, борьба с декадентством в русском символизме).
Михайловскому противоречит Ф. П. Шиллер («История западно-европейской литературы нового времени»):

Менялись и сами названия группировок и направлений: начиная с романа «Наоборот» (1884) Гюисманса, наиболее популярным из них было «декадент» (под этим же заглавием выходил журнал), затем позже большим распространением пользовалось название «символист». И тут разница не только в одних названиях. Если, например, все символисты были декадентами, то нельзя сказать, что все декаденты «конца века» были и символистами в узком значении этого слова. Декадентство — более широкое понятие, чем символизм (если отвлечься от небольшой группы поэтов, объединявшихся вокруг журнала «Декадент»).

## Критика

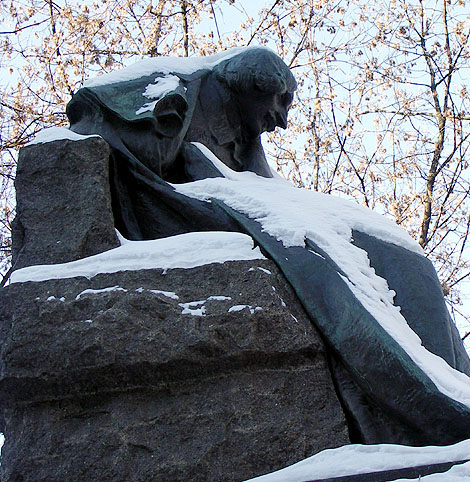
«Модерновый» памятник Гоголю Николая Андреева. Фото А. Шипилина

Декадентство критиковали, с одной стороны, консерваторы от искусства (как академисты, так и натуралисты) и консерваторы от морали, с другой стороны — эволюционисты и прогрессисты всех мастей. К последней категории могут быть отнесены, в частности, марксистские авторы.
Для Троцкого истоки декаданса кроются в стремлении части интеллигенции уйти от «бурных социальных противоречий» в мир чистого искусства. По объяснению Плеханова, если литературное развитие русского декадентства и не вполне ещё соответствовало существовавшей в России системе капиталистических отношений, то корни его следует искать в условиях реакции 1880-х и начала 1890-х гг.
Эволюционист Макс Нордау переосмыслил термин «декадентство» в биологическом смысле, обозначив им патологические признаки психофизического вырождения в области культуры. После публикации в 1892 г. одноимённого трактата Нордау «вырождение» стало модным словечком эпохи. Врач Нордау ополчился против него по гигиеническим соображениям.

Беспартийный прогрессизм вошел в моду. Такова уж природа русского интеллигента — ей нужна мода. Увлекались санинством, занимались декадентством, — теперь очередь за беспартийностью. ... — Иосиф Виссарионович Сталин, «Беспартийные чудаки», 15 апреля 1912 года, Сталин, И. В., Сочинения. — М.: Политиздат, 1954. — Т. 2. 1907–1913. — С. 229–231.

## Неодекадентство
Декадентские идеи оказались вновь востребованными на исходе XX века. В частности, определённые черты декадентской эстетики унаследовал готический постпанк. Характерным примером может служить альбом Disintegration группы The Cure (1989). Также декадентством музыкальные критики называли творчество группы Joy Division, выпустившей два студийных альбома и в значительной степени повлиявшей на становление жанра готик-рок. Декадансом своё творчество называли группы «Агата Кристи», «Dead Can Dance», «Оберманекен», «Пикник» и другие. В кино с декадансом сравнивали постсоветскую «чернуху» («Зелёный слоник»); «текстом эпохи петербургского декаданса» критики называли фильм А. Балабанова «Про уродов и людей» (1998).
В феврале 1999 года писательница Маруся Климова и художник Тимур Новиков организовали фестиваль постпанка «Тёмные ночи», который прошёл в концертном зале петербургского Зоопарка. Второй фестиваль состоялся год спустя в петербургском клубе «Декаданс». Эти эпатажные и шумные акции стали своеобразной манифестацией независимого искусства Санкт-Петербурга и Москвы, берущего своё начало в андеграунде советских времён. В дальнейшем декаданс как современное настроение вобрал в себя черты гламура и готики. Эти популярные в начале века стили были объединены в декадентских фестивалях «Бархатное подполье».